# Steve Irwin

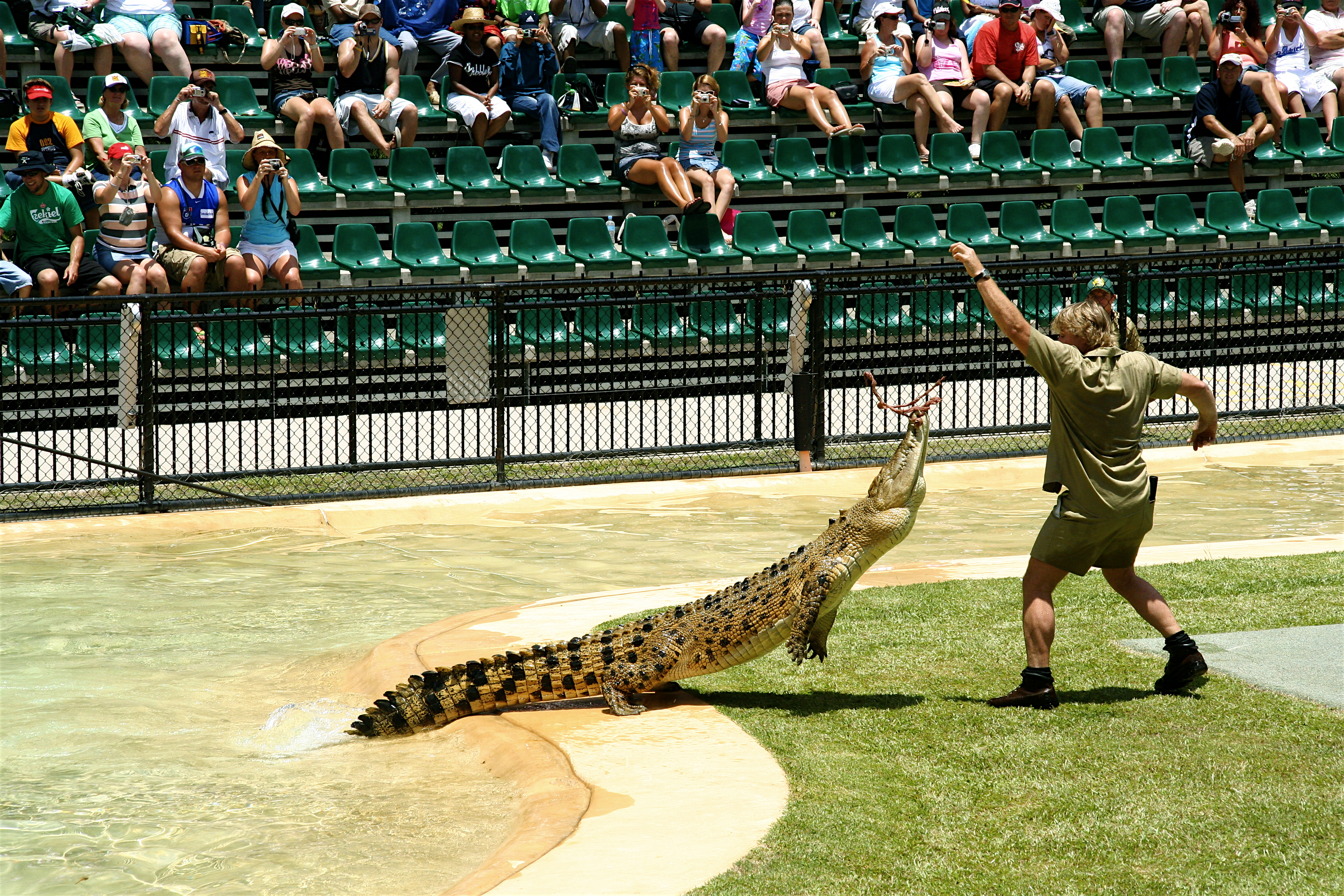
Steve Irwin donant menjar a un cocodril

Stephen Robert "Steve" Irwin (Melbourne, 22 de febrer de 1962 – Batt Reef, 4 de setembre de 2006), més conegut com a El caçador de cocodrils (The crocodrile hunter en anglès), va ser un naturalista australià i una celebritat televisiva.
Irwin es va fer especialment conegut pel programa de televisió The Crocodile Hunter (El caçador de cocodrils), una sèrie documental poc convencional sobre naturalesa salvatge. La personalitat d'Irwin i les seves actuacions estrafolàries en la sèrie el van dur a la fama internacional. També era propietari i director del Zoo d'Austràlia a Beerwah, Queensland.
L'any 1992 es va casar amb la naturalista Terri Irwin, amb qui va tenir dos fills la Bindi i en Bob.
El 4 de setembre de 2006, Irwin mor a causa de la picada d'una escurçana mentre filmava un documental a la Gran barrera de corall, prop de Port Douglas, Queensland. L'agulló de l'escurçana de cua curta va perforar la part frontal esquerra del pit d'Irwin causant-li ferides mortals, segons els metges que van certificar la serva defunció. Aquesta espècie d'escurçana sovint puja la seva cua com un escorpí quan se li acosten. Encara que l'agulló conté verí, aquest no és letal. S'especula que la causa de la mort podria ser el tall de l'artèria aorta o una punció al mateix cor, combinat amb el verí injectat per l'animal. Encara que el conservacionista i animador televisiu va ser evacuat a l'hospital de Cairns, Austràlia, va ser declarat mort tot just després d'ingressar en el centre assistencial.

## Filmografia
| Any         | Pel·lícula                             | Notes                             |
| ----------- | -------------------------------------- | --------------------------------- |
| 1997 - 2004 | El caçador de cocodrils                | Sèrie de televisió de documentals |
| 2001        | Dr. Dolittle 2                         | Aparició cameo                    |
| 2002        | Mystery Hunters                        | Apareix en un episodi             |
| 2002        | The Crocodile Hunter: Collision Course |                                   |
| 2004        | Els padrins màgics                     |                                   |
| 2006        | 5 Takes: Pacific Rim                   |                                   |
| 2006        | Happy Feet                             | (Veu)                             |